# Mexitlia altima
Espèce
Mexitlia altima est une espèce d'araignées aranéomorphes de la famille des Dictynidae.

## Distribution
Cette espèce est endémique du Mexique. Elle se rencontre dans l'État de Hidalgo et le District Federal de Mexico entre 900 et 3 000 m d'altitude.

## Description
Les femelles mesurent  de 3,80 à 5,31 mm.

## Publication originale
- Bond & Opell, 1997 : Systematics of the spider genera Mallos and Mexitlia (Araneae, Dictynidae). Zoological Journal of the Linnean Society, vol. 119, p. 389-445 (« texte intégral »(Archive.org • Wikiwix • Archive.is • Google • Que faire ?)).